# میربک شریپوف
میربک شریپوف (۱۹۰۵ – ۷ نوامبر ۱۹۴۲) یکی از رهبران شورش چچن علیه اتحاد جماهیر شوروی در دهه ۱۹۴۰ بود.
او برادر کوچکتر اصلان‌بک شریپوف، انقلابی بلشویکی بود که در نبرد با قوای دنیکین در سال ۱۹۱۹ کشته شد. او یک حقوقدان بود و در جمهوری چچن-اینگوش برای شوروی کار می کرد. در سال ۱۹۴۱ به شورش چچن به رهبری حسن اسرائیلوف پیوست. او در ۷ نوامبر ۱۹۴۲ در  حمله تلافی جویانه ارتش شوروی کشته شد.  